# Montverdun
Pour les articles homonymes, voir Verdun (homonymie).
Ne doit pas être confondu avec Mont Verdun.
Montverdun est une commune française située dans le département de la Loire et la région Auvergne-Rhône-Alpes, et faisant partie de Loire Forez Agglomération.

## Géographie

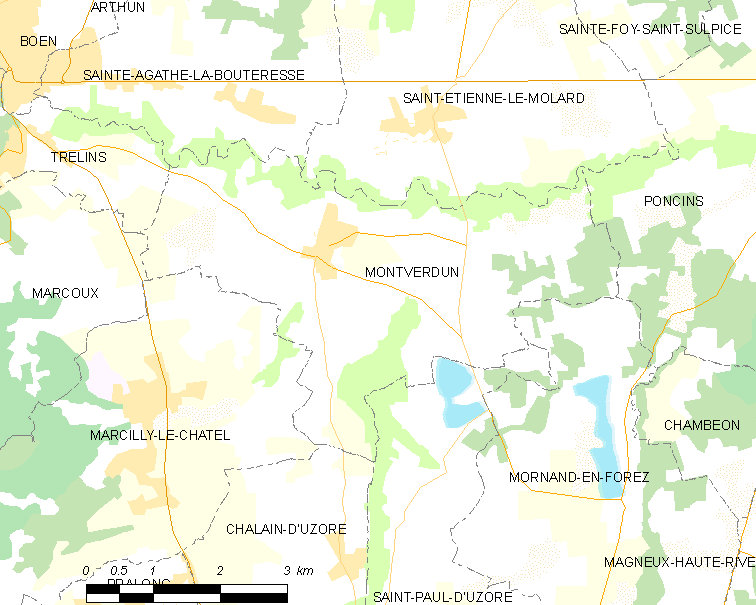
Localisation du village et des communes aux alentours

| Trelins                    | Sainte-Agathe-la-Bouteresse | Saint-Étienne-le-Molard |
| Marcoux Marcilly-le-Châtel | Montverdun                  | Poncins                 |
| Chalain-d'Uzore            | Saint-Paul-d'Uzore          | Mornand-en-Forez        |

Montverdun fait partie du Forez. La commune est distante de 14 km de Montbrison, sa sous-préfecture, et 47 km de sa préfecture, Saint-Étienne.
Le pic de Montverdun est un ancien site volcanique vieux de plus de 20 millions d'années.

### Climat
Pour des articles plus généraux, voir Climat d'Auvergne-Rhône-Alpes et Climat de la Loire.
En 2010, le climat de la commune est de type climat océanique dégradé des plaines du Centre et du Nord, selon une étude du Centre national de la recherche scientifique s'appuyant sur une série de données couvrant la période 1971-2000. En 2020, Météo-France publie une typologie des climats de la France métropolitaine dans laquelle la commune est exposée à un climat de montagne ou de marges de montagne et est dans la région climatique Nord-est du Massif Central, caractérisée par une pluviométrie annuelle de 800 à 1 200 mm, bien répartie dans l’année.
Pour la période 1971-2000, la température annuelle moyenne est de 10,7 °C, avec une amplitude thermique annuelle de 16,6 °C. Le cumul annuel moyen de précipitations est de 715 mm, avec 8,4 jours de précipitations en janvier et 6,7 jours en juillet. Pour la période 1991-2020, la température moyenne annuelle observée sur la station météorologique de Météo-France la plus proche, « Boën-sur-Lignon », sur la commune de Boën-sur-Lignon à 6 km à vol d'oiseau, est de 11,8 °C et le cumul annuel moyen de précipitations est de 629,5 mm,. Pour l'avenir, les paramètres climatiques de la commune estimés pour 2050 selon différents scénarios d'émission de gaz à effet de serre sont consultables sur un site dédié publié par Météo-France en novembre 2022.

## Urbanisme

### Typologie
Au 1er janvier 2024, Montverdun est catégorisée commune rurale à habitat dispersé, selon la nouvelle grille communale de densité à sept niveaux définie par l'Insee en 2022.
Elle est située hors unité urbaine. Par ailleurs la commune fait partie de l'aire d'attraction de Montbrison, dont elle est une commune de la couronne,. Cette aire, qui regroupe 27 communes, est catégorisée dans les aires de moins de 50 000 habitants,.

### Occupation des sols
L'occupation des sols de la commune, telle qu'elle ressort de la base de données européenne d’occupation biophysique des sols Corine Land Cover (CLC), est marquée par l'importance des territoires agricoles (71,3 % en 2018), en diminution par rapport à 1990 (74,6 %). La répartition détaillée en 2018 est la suivante : 
prairies (33,5 %), zones agricoles hétérogènes (30,9 %), forêts (23,1 %), terres arables (6,8 %), zones urbanisées (5,6 %). L'évolution de l’occupation des sols de la commune et de ses infrastructures peut être observée sur les différentes représentations cartographiques du territoire : la carte de Cassini (XVIIIe siècle), la carte d'état-major (1820-1866) et les cartes ou photos aériennes de l'IGN pour la période actuelle (1950 à aujourd'hui).

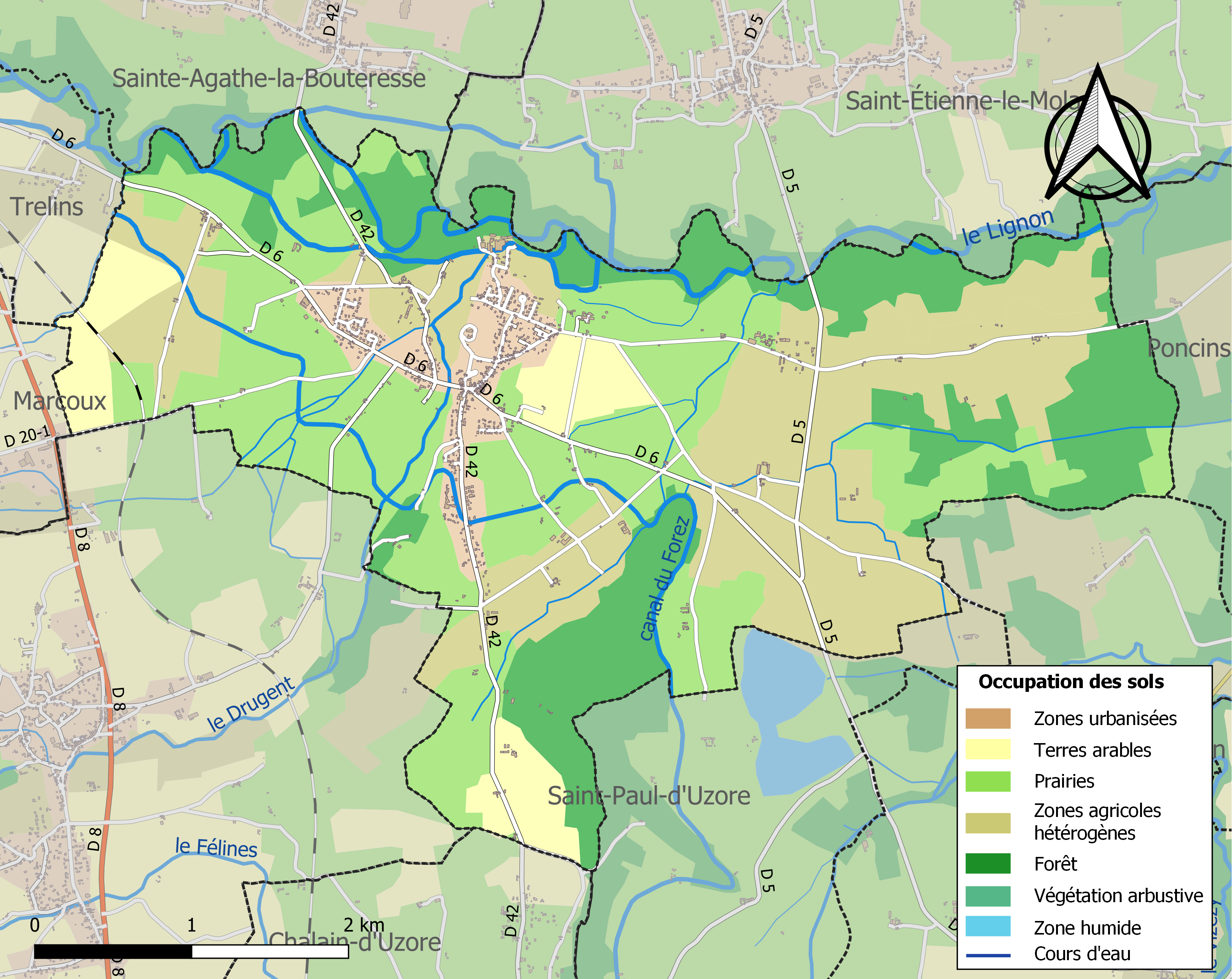
Carte des infrastructures et de l'occupation des sols de la commune en 2018 (CLC).

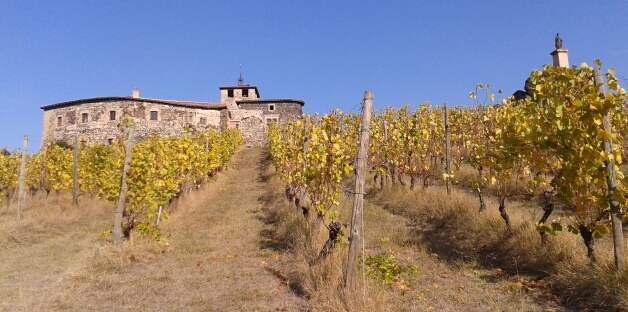
Vignobles sur le pic de Montverdun

## Histoire
Monuments historiques tels que le prieuré du pic de Montverdun avec son église, et le mont d’Uzore.

## Blasonnement
|  | Les armoiries de Montverdun se blasonnent ainsi : D'azur à deux crosses adossées d’or, accompagnées en pointe d’un fer de lance d'argent accosté de quatre larmes d'or et surmonté d'une cinquième, au chevron bretessé contre-bretessé d’argent brochant sur le tout. |

## Politique et administration
| Période                                  | Période  | Identité                  | Étiquette | Qualité |
| ---------------------------------------- | -------- | ------------------------- | --------- | ------- |
| Les données manquantes sont à compléter. |          |                           |           |         |
| 1881                                     | 1888     | Alphonse de Saint-Pulgent |           |         |
| 1888                                     | 1895     | Jacques Chassin           |           |         |
| 1895                                     | 1904     | Jean (Joannes) Lafay      |           |         |
| 1904                                     | 1908     | Jacques-Jean Thyvollet    |           |         |
| 1908                                     | 1912     | Antoine Bercet            |           |         |
| 1912                                     | 1925     | Jean (Joannes) Lafay      |           |         |
| 1925                                     | 1935     | Antoine Jacquet           |           |         |
| 1935                                     | 1942     | Antoine Damas             |           |         |
| 1942                                     | 1944     | Antoine Jacquet           |           |         |
| 1944                                     | 1947     | Jean-Baptiste Dumas       |           |         |
| 1947                                     | 1953     | Leonard Thyvollet         |           |         |
| 1953                                     | 1971     | Robert Lougratte          |           |         |
| 1971                                     | 1983     | Joanny Chazal             |           |         |
| 1983                                     | 1989     | Pierre Rochette           |           |         |
| 1989                                     | 1995     | Pierre Gonin              |           |         |
| 1995                                     | 2001     | Pierre Dessaigne          |           |         |
| 2001                                     | 2008     | Pierre Rochette           |           |         |
|                                          |          | à compléter               |           |         |
| 2014                                     | mai 2020 | Michel Brun               |           |         |
| mai 2020                                 | En cours | Martine Matrat            |           |         |

Montverdun faisait partie de la communauté de communes du Pays d'Astrée de 2001 à 2016 puis a intégré Loire Forez Agglomération.

## Démographie
L'évolution du nombre d'habitants est connue à travers les recensements de la population effectués dans la commune depuis 1793. Pour les communes de moins de 10 000 habitants, une enquête de recensement portant sur toute la population est réalisée tous les cinq ans, les populations de référence des années intermédiaires étant quant à elles estimées par interpolation ou extrapolation. Pour la commune, le premier recensement exhaustif entrant dans le cadre du nouveau dispositif a été réalisé en 2006.

En 2022, la commune comptait 1 287 habitants, en évolution de −0,39 % par rapport à 2016 (Loire : +1,32 %, France hors Mayotte : +2,11 %).
| 1793 | 1800 | 1806 | 1821 | 1831 | 1836 | 1841 | 1846 | 1851 |
| ---- | ---- | ---- | ---- | ---- | ---- | ---- | ---- | ---- |
| 407  | 378  | 409  | 509  | 465  | 484  | 491  | 518  | 456  |

| 1856 | 1861 | 1866 | 1872 | 1876 | 1881 | 1886 | 1891 | 1896 |
| ---- | ---- | ---- | ---- | ---- | ---- | ---- | ---- | ---- |
| 487  | 453  | 516  | 513  | 557  | 614  | 637  | 713  | 780  |

| 1901 | 1906 | 1911 | 1921 | 1926 | 1931 | 1936 | 1946 | 1954 |
| ---- | ---- | ---- | ---- | ---- | ---- | ---- | ---- | ---- |
| 841  | 726  | 677  | 739  | 646  | 644  | 636  | 635  | 664  |

| 1962 | 1968 | 1975 | 1982 | 1990 | 1999 | 2006 | 2011  | 2016  |
| ---- | ---- | ---- | ---- | ---- | ---- | ---- | ----- | ----- |
| 602  | 605  | 605  | 613  | 698  | 759  | 947  | 1 173 | 1 292 |

| 2021  | 2022  | - | - | - | - | - | - | - |
| ----- | ----- | - | - | - | - | - | - | - |
| 1 322 | 1 287 | - | - | - | - | - | - | - |

## Lieux et monuments

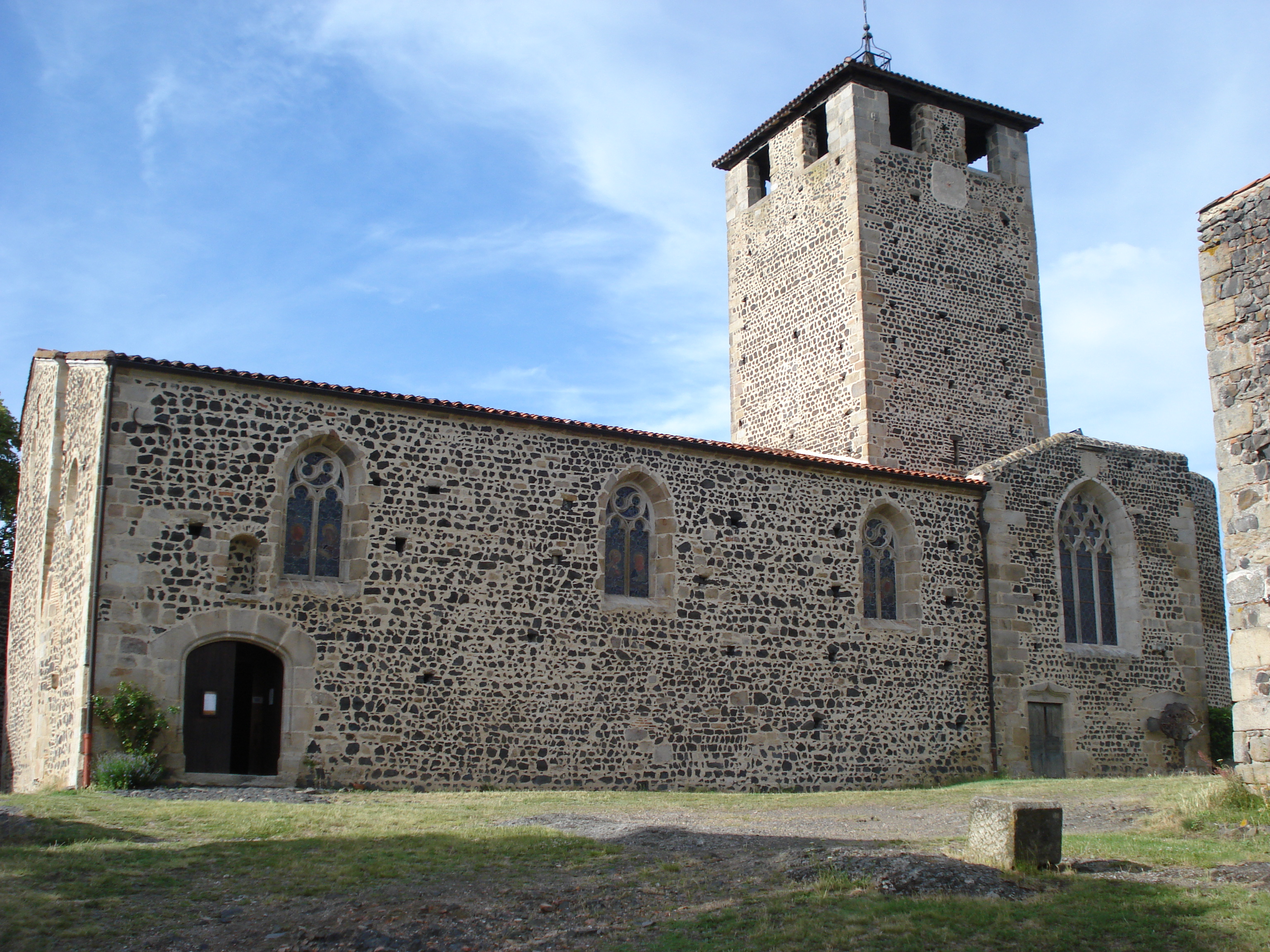
Pic de Montverdun, l'église, façade sud.

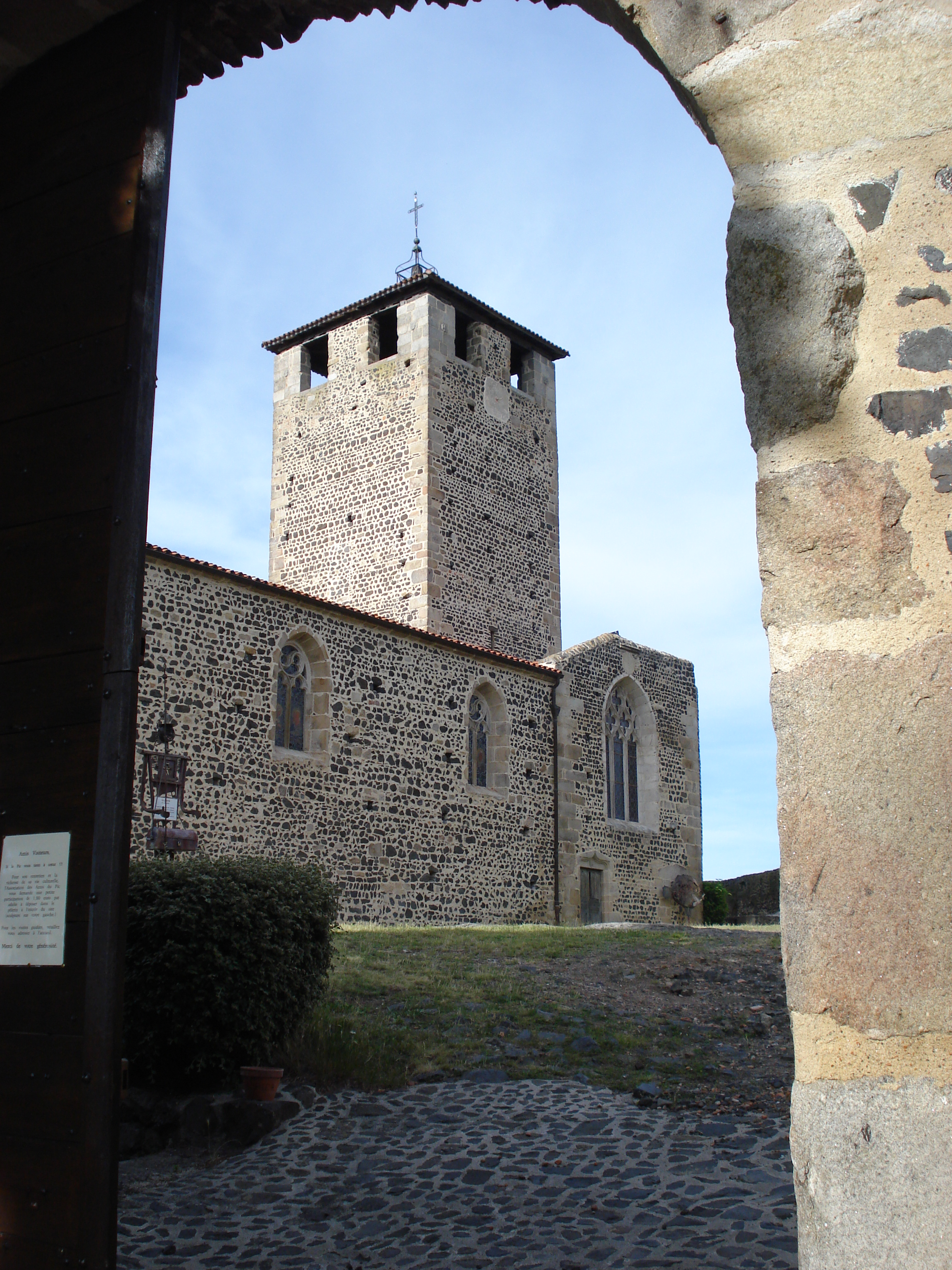
Pic de Montverdun, l'église vue par le portail de l'enclos.

Prieuré du Pic de Montverdun (Église Saint-Porchaire de Montverdun),: cet antique prieuré casadéen, habillé de pierres cendrées est classé monument historique depuis 1981. Il s'élève au cœur de la plaine du Forez dans le pays d'Astrée, sur la route du Basalte. Il fut habité par saint Porcaire, abbé du monastère Saint-Honorat, à la suite de la prise des îles de Lérins par les Sarrasins au VIIIe siècle. Comme le raconte la légende, il serait venu se réfugier dans son pays natal et se serait établi dans une cellule.
Les premières traces du monastère dans des écrits datent du XIe siècle. Il fut fondé par des bénédictins sur une butte volcanique autour duquel le village s'est développé.
Des chanoines réguliers de l'ordre de Saint-Augustin soumis à l'abbaye de Savigny (aujourd'hui disparue), s'y installèrent jusqu'en 1233 où ils cédèrent la place aux bénédictins de La Chaise-Dieu, qui le desservirent sur ordre de l'archevêque de Lyon, Robert d'Auvergne dans un contexte politico-religieux délicat. En 1640, on arrêtera d'affecter des moines au prieuré. Le dernier, Jacques Truffier y mourut en 1700.
Le prieuré dès le XIIIe siècle, devint avec vingt moines un des principaux sites casadéens en Forez. Plusieurs autres prieurés dépendaient de Montverdun : Saint-Médard, Boisy, La Boulène, Craintilleux, Saint-Denis, Saint-Clément (auparavant paroisse, aujourd'hui lieu-dit de la commune), Pouilly-le-Monial, la Maison de Lyon qui a pour enseigne la Croix-Blanche. D'autre part, Pierre Roger de Beaufort, novice en ces lieux fut élu à l'unanimité pape en Avignon en 1342, sous le nom de Clément VI. De 1700 à 1789, le prieuré dépendait du séminaire Saint-Charles de Lyon.
De 1870 à 1895, la salle capitulaire fut transformée en école. Les autres bâtiments devinrent presbytère, bâtiments agricoles, logement… L'église a conservé sa vocation de lieu de culte.
Cette salle capitulaire a énormément souffert. Il ne restait que ses quatre murs quand l'association des Amis du Pic (considérée comme une société savante d'histoire et d'archéologie), dans les buts de sauvegarder et d'animer le prieuré, fut créée en 1968 sous l'impulsion du maire de l'époque et les Montverdunois. Elle avait été reconstruite vers 1740, incendiée en 1870, réaménagée en 1885 puis démantelée en 1925.
Des chantiers de jeunes bénévoles affiliés à l'Union Rempart et des stages des Monuments Historiques dans les années 1980 et 1990 furent organisés pour restaurer les bâtiments afin de préserver les caractéristiques originelles du site ainsi que son authenticité lui conférant alors le titre de Monument Historique. Tout ceci fut possible grâce au conseil général de la Loire, des animations et au prix que gagna l'association pour les travaux déjà réalisés (1er prix régional des chantiers de jeunes bénévoles).
On profite de ce pic basaltique, véritable table d'orientation naturelle de 360°, pour admirer le Forez (plaine et monts), les monts du Lyonnais avec son point culminant, la tour Matagrin de Violay à 1004 mètres d'altitude…
On découvre aussi :

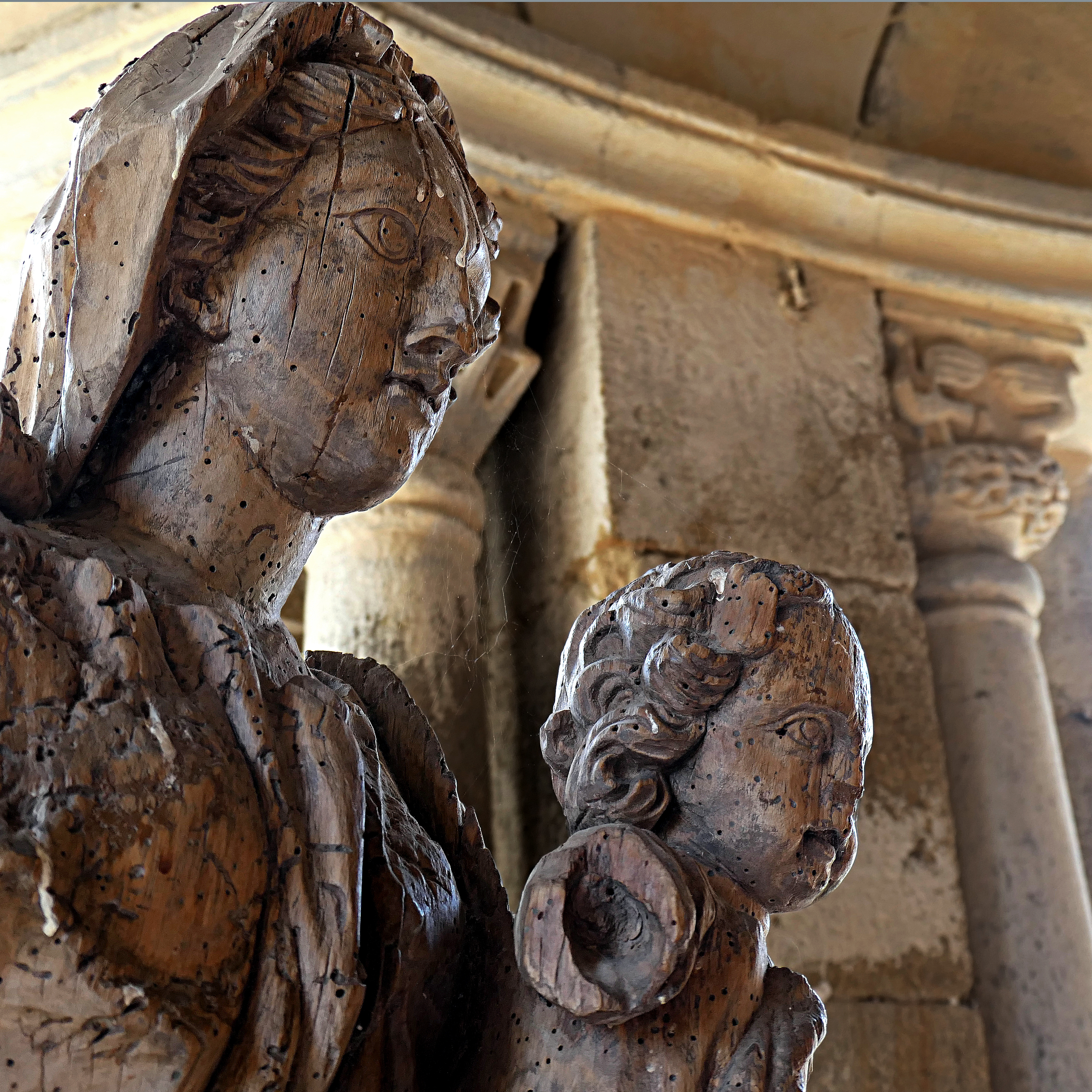
Vierge à l'Enfant du 17ème s., (1938).

- l'église du XIIe siècle et XVe siècle, sa Vierge à l'Enfant du XVIIe s (sculpture sur bois classée MH au tire objet, 1938[23]) Vierge à l'Enfant du 17ème s., Classé MH (1938).et ses fresques du XVIIe siècle découvertes au cours de travaux archéologiques en 1986[24].
- le logis du prieur dont les fouilles archéologiques et la dendrochronologie ont permis d'établir l'évolution du prieuré à travers une trentaine de couches allant du XIIe siècle à de nos jours ;
- la cave voûtée du XIIIe siècle ;
- la salle capitulaire réhabilitée en gîte de groupe ;
- les vestiges des habitats disparus et ceux encore présents datant principalement du XVe siècle ;
- la magnifique galerie datant de 1442 avec ses sept piliers de chêne reposant sur des pierres et dont le colombage de la partie supérieure est composé de fragments de tuile, de basalte, de chêne ;
- Le four à pain utilisé chaque année pour les Journées Européennes du Patrimoine ;
- Le jardin des moines restauré au début des années 2000 ;
- Le pigeonnier restauré avec l'Association "Pisé, terre d'avenir" dans les années 1980 ;
- Les salles d'expositions.

## Personnalités liées à la commune
- Renaud de Bourbon (mort de le 4 juin 1483), prélat français, évêque de Laon puis archevêque de Narbonne, prieur de Montverdun où il est mort (sa dalle funéraire est encore visible).
- Henri Maldiney (1912-2013), philosophe français, est mort à Montverdun.